# Hannover 78
Der Deutsche Sportverein Hannover gegr. 1878 e. V. (Hannover 78) ist ein traditionsreicher hannoverscher Sportverein. Es handelt sich bei ihm um den ältesten Rugbyverein und gleichzeitig ältesten Rasensportverein Deutschlands. Er besteht heute aus den Abteilungen Rugby, Hockey, Tennis und Freizeitsport.

## Geschichte und Beschreibung

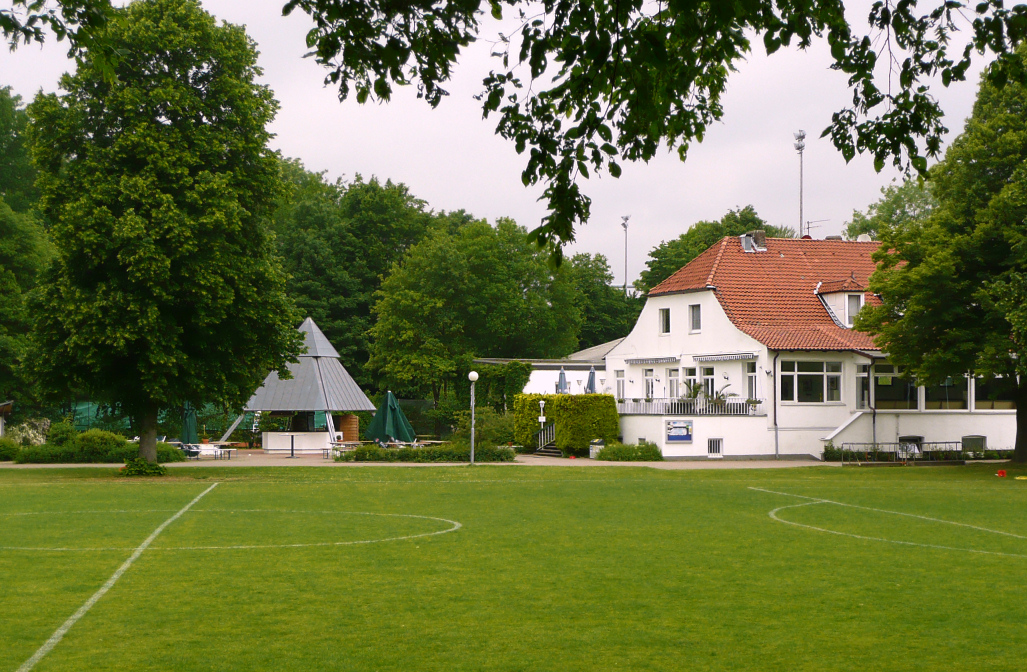
Vereinsheim von Hannover 78

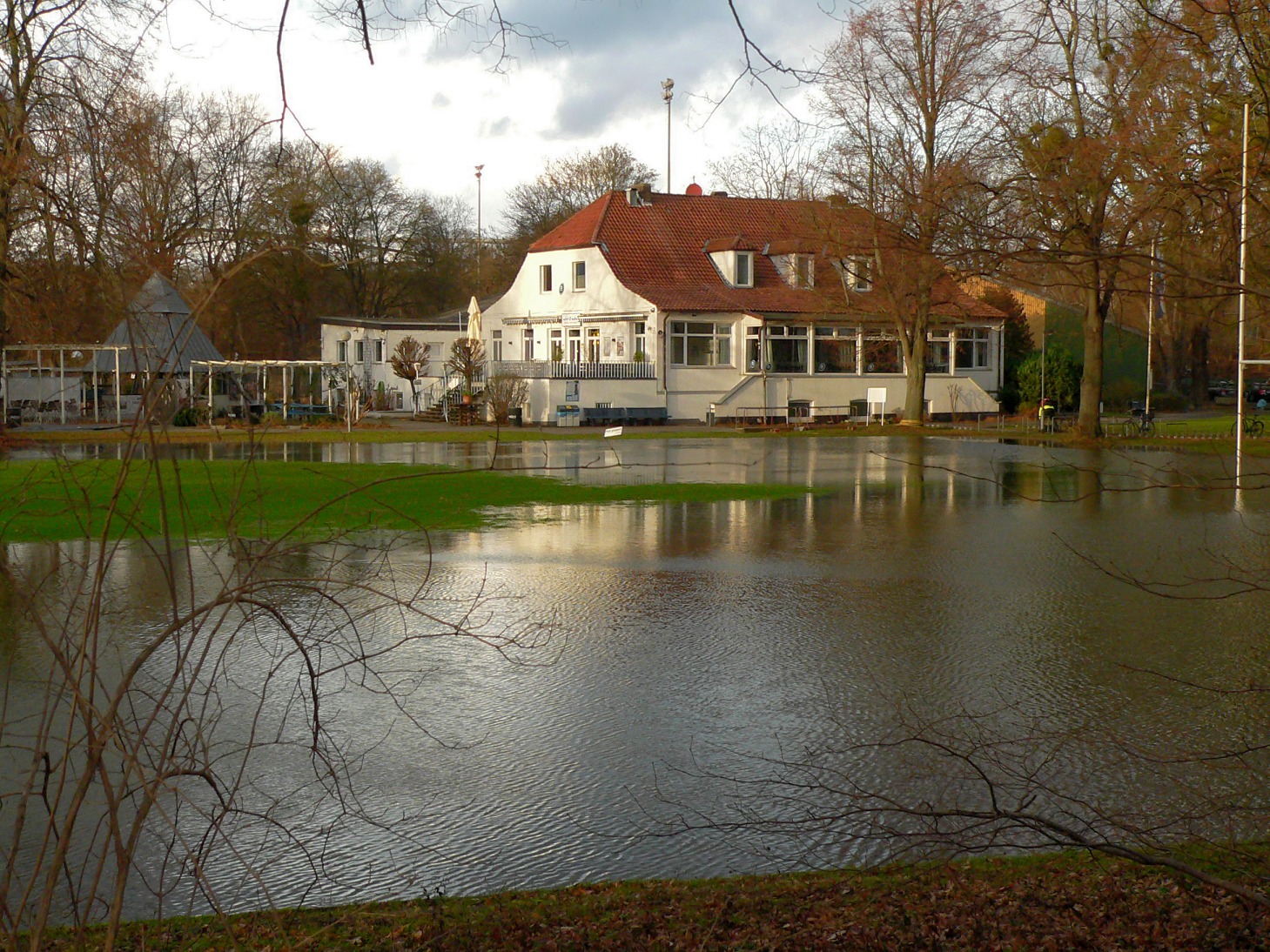
Überflutetes Vereinsgelände beim Weihnachtshochwasser 2023/2024

Gegründet wurde Hannover 78 am 14. September 1878 von dem damals 14-jährigen Ferdinand Wilhelm Fricke und anderen Schülern des Realgymnasium als Hannoversche Schüler-Football-Club. Besonders die Schüler höherer Schulen wurden zu fleißigen Vereinsgründern: Am Lyzeum I, dem späteren Ratsgymnasium entstand der Fußballclub „Germania“, am Kaiser-Wilhelm-Gymnasium der KWG-Fußballverein. Sie spielten Rugby gegeneinander oder gegen die Briten. Ferdinand-Wilhelm Fricke leitete das Training der Realgymnasiasten, er erkannte: Gemeinsam sind wir stärker. Er betrieb den Zusammenschluss der Schülervereine. Zwar waren im ersten Jahr des Bestehens 70 Mitglieder eingeschrieben, aber nicht alle Schüler folgten Frickes Ruf. Erst Mitte der 1880er-Jahre gingen die Reste von „Germania“ und des KWG-Vereins in Hannover 78 auf. Der Verein wurde auf Wunsch der Germanen nun in Deutscher Fußballverein Hannover 1878 umbenannt (unter „Fußball“ verstand man damals Rugby), später wurde der Name in Deutscher Sportverein Hannover 1878 geändert.

## Sportarten

### Rugby
Die Rugbyabteilung ist die Keimzelle des Vereins. 1900 war Hannover 78 Gründungsmitglied des Verbands Hannoverscher Fußball-Vereine. Neun deutsche Meisterschaften, elf deutsche Pokalsiege bei den Herren, sowie 21 nationale Titel mit den Jugendmannschaften konnte der Verein erringen. 61 Herrenspieler des Vereins wurden in die Nationalmannschaft berufen, darunter Pascal Fischer. Aktuell spielt die Herrenmannschaft in der 1. Bundesliga.

### Hockey
Hockey wird bei Hannover 78 bereits seit 1909 gespielt. Es ist nicht nur die größte, sondern auch eine der erfolgreichsten Hockeysparten Norddeutschlands. Mit rund 480 Mitgliedern ist die Hockeyabteilung die größte des Vereins. Die 1. Herren spielen in der Regionalliga Nord auf dem Feld und 2. Bundesliga Halle, die 1. Damen spielt sowohl auf dem Feld als auch in der Halle in der 2. Bundesliga Nord.

### Tennis
Hannover 78 wird im Tennis von acht Erwachsenenmannschaften und neun Jugendmannschaften vertreten. Wie bei vielen anderen Tennisklubs ist ein Mitgliederschwund zu verzeichnen. Zu besten Zeiten des Tennisbooms hatte die Abteilung rund 500 Mitglieder, 2007 rund 200.

### Handball
Der Grundstein für diese noch junge Abteilung wurde im Sommer 2004 gelegt, als eine erste Mannschaft mit rund einem Dutzend Mädchen und Jungen aufgestellt wurde. Nach fast elf Jahren ist diese Abteilung bis 2015 auf mittlerweile rund 140 Mitglieder angewachsen.

### Fußball
Hannover 78 war 1891 Gründungsmitglied des Deutschen Fußball- und Cricket Bundes. Weiterhin war er einer der 86 Gründungsvereine des Deutschen Fußball-Bundes (DFB). Auf der Gründungsversammlung des DFB am 28. Januar 1900 in Leipzig wurde Hannover 78 durch den Schuldirektor Hermann Raydt vertreten.

### Leichtathletik
Der Verein war auch in Leichtathletik aktiv. Erich Ludwig holte bei den deutschen Leichtathletik-Meisterschaften 1903 im 100-Meter-Lauf den Meistertitel.

## Erfolge
- Deutscher Meister (Rugby): 1964, 1968, 1970, 1982, 1983, 1984, 1985, 1990, 1991
- DRV-Pokalsieger (Rugby): 1969, 1972, 1974, 1979, 1981, 1983, 1984, 1985, 1990, 1996, 1998

## Stadion

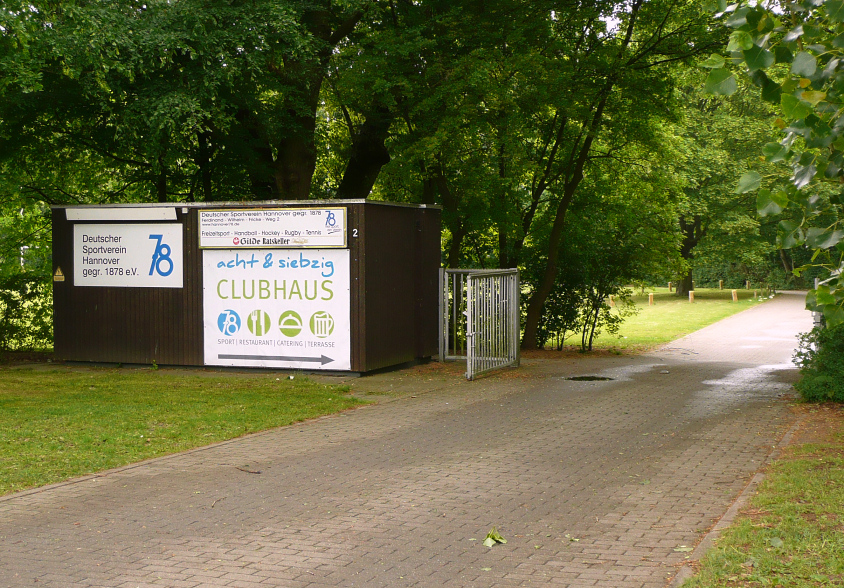
Eingang zum Vereinsgelände

Das Vereinsgelände befindet sich im zur Calenberger Neustadt gehörenden Sportpark nahe der HDI-Arena. Es umfasst neben dem Klubheim ein Kunstrasenstadion für Hockey, einen Rugbyplatz (jeweils mit Flutlicht), neun Tennisplätze sowie eine Sporthalle für Hockey und Tennis.

## Trivia
Hannover 78 spielt auch eine Rolle in der Vereinsgeschichte des bekannten Fußballvereins Hannover 96. 78-Chef Ferdinand Wilhelm Fricke wollte seiner Rugbymannschaft nämlich Spielpartner verschaffen und regte deshalb im Jahr 1896 die Gründung dieses weiteren damaligen Rugbyvereins an.
Prominentestes 78-Mitglied war der Heidedichter Hermann Löns. Nach ihm ist der im Hockey vielfach ausgetragene Löns-Pokal benannt.